# Drop It Like It's Hot
《Drop It Like It's Hot》은 미국의 힙합 가수 스눕 독의 노래이다. 피쳐링에는 힙합 뮤지션 퍼렐 윌리엄스가 참여했고, R&G (Rhythm & Gangsta): The Masterpiece에 수록되어 있다. 또한 이 노래는 빌보드 핫 100차트에서 3주 동안 1위를 한 경험이 있다.

## 곡 목록
- CD single[1]

1. Drop It Like It's Hot (featuring Pharrell) — 4:32
2. Get 2 Know U (featuring Jelly Roll) — 3:36